# Vitória de Santo Antão
Vitória de Santo Antão este un oraș în Pernambuco (PE), Brazilia.